# Wágner Dániel (gyógyszerész, 1800–1890)
Zólyomi Wágner Dániel József (Breznóbánya, 1800. december 31. – Budapest, 1890. január 10.) magyar gyógyszerész, az 1848-as minisztérium egészségügyi tanácsosa, Pest város százas bizottsági tagja.

## Pályafutása
Polgári család sarjaként született, szülei Wágner József és Palitsko Zsuzsanna, 1801. január 1-jén keresztelték. A pesti egyetemen szerzett gyógyszerészi oklevelet, majd Bécsben a magyarok közül elsőként nyerte el a vegyészdoktori címet. Disszertációja témájául az akkor nemrég felfedezett elemi káliumra vonatkozó adatok összegyűjtését választotta. Ezt tovább is fejlesztette, s az erről közölt monográfiája sok önálló kísérletét is tartalmazza.
Hazajőve előbb Pozsonyban, majd 1834-től Pesten volt gyógyszerész. Gyógyszertárának laboratóriumából fejlesztette ki az első pesti vegyészeti gyárat. Ebből fejlődött ki a későbbi Hungária Vegyiművek.

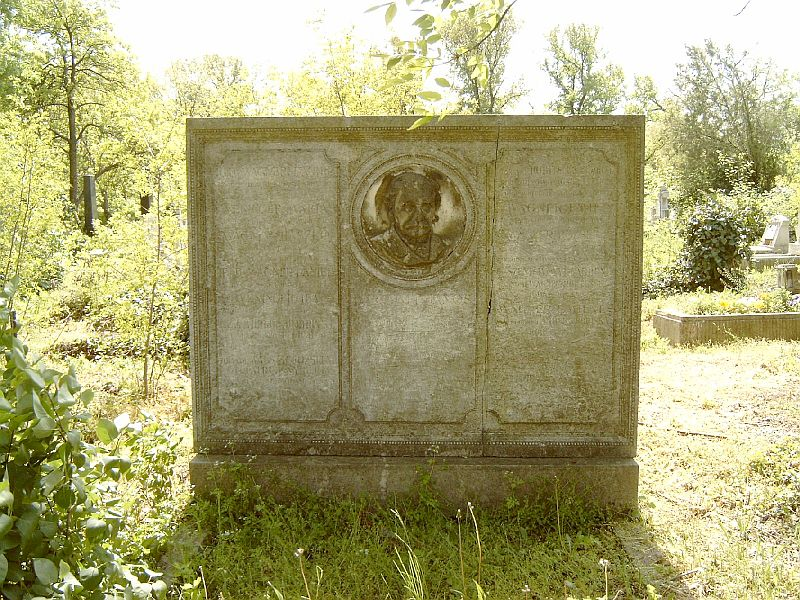
Wagner Dániel sírja Budapesten. Új köztemető: 28-1-102/103. Alkotó: Senyei Károly

Tudományos munkássága is gyógyszerész voltával függ össze. Az arzénmérgezések kimutatására szolgáló egyik eljárást tökéletesítette és mesterséges ásványvizek összeállításával is kísérletezett. 1848-ban egészségügyi tanácsos és a gyógyszerészeti ügyek előadója volt. Az 1848-as kormány legfőbb gyógyszerészeként megkísérelte a gyógyszerészképzést az orvosok képzési színvonalára emelni.
Hazánkban ő honosította meg a törvényszéki kémiai elemzéseket. A Természettudományi Társulat alapító tagja volt.
A tudományokban szerzett érdemei miatt, Wágner Dánielnek és családjának, 1886. március 20.-án nemességet, családi címert és a "zolyómi" nemesi előnevet adományozta I. Ferenc József magyar király.
Elhunyt 1890. január 10-én este 3/4 11 órakor, élete 90., házassága 54. évében. Örök nyugalomra helyezték 1890. január 12-én a Kerepesi úti temetőben az ágostai hitvallás szertartása szerint.

## Házassága és leszármazottjai
1836. március 19-én Budán, feleségül vette Weninger Mária Zsuzsanna (Bánd, Veszprém vármegye, 1816. szeptember 8.–Girincs, Zemplén vármegye, 1890. július 20.) kisaszsonyt, akinek a szülei Weninger Vince és Zambelly Anna (1788–1843) voltak. Wágner Dánielné Weninger Mária fivére ifjabb Weninger Vince (1834–1879), közgazdász, akadémikus. Wágner Dániel és Weninger Mária frigyéből több gyermek született:
- zólyomi ifjabb Wágner Dániel József Vince (Pest, 1837. január 7.–Budapest, 1890. február 6.) vegytudor, orvostudor, gyakorlóorvos.[8][9] Neje: Mülleitner Hermine Ernestine Josefine (Bécs, 1848. december 24.–Szeged, 1919. június 27.).[10]
- zólyomi Wagner József Ármin Vince (Pest, 1838. szeptember 7.–Budapest, 1922. október 5.), bérháztulajdonos.[11][12] Felesége: ivánfalvi Patrubány Berta (1840.–Budapest, 1905. július 20.).[13]
- zólyomi dr. Wagner Jenő István Vince (Pest, 1839. december 25.–Budapest, 1922. május 31.), m. kir. udvari tanácsos, a Vaskorona rend lovagja, a francia becsületend lovagja, számos vállalat elnöke és igazgatója.[14][15] Felesége: Konek Irma (1848.–Budapest, 1919. október 6.).[16]
- zólyomi Wagner László Frigyes János (Pest, 1841. május 28.–Budapest, 1888. június 2.), mezőgazdász, műegyetemi tanár.[17][18] Házastársa: Stuller Ilona Paulina (Buda, 1847. január 17.–Budapest, 1898. július 19.).[19][20]
- zólyomi Wagner Géza János Sámuel (Pest, 1842. november 22.–Budapest, 1920. október 30.), udvari tanácsos, ügyvéd, képzőművészeti társulat igazgatója.[21][22] Felesége: Schiefner Emma Jozefa (1848–Budapest, 1876. február 1.).[23]
- zólyomi Wágner Mária Anna Beatrix Ida "Irma" (Pest, 1844. május 28.–Budapest, 1897. február 22.).[24][25] Férje: belatini Braun József (1823–Budapest, 1903. december 31.), pezsgőgyár-tulajdonos.[26]
- zólyomi Wágner Etelka Anna Mária Ida (Pest, 1851. június 27.–Budapest, 1912. január 22.).[27][28] Férje: ugornyai Robitsek Sándor József Alajos Ferenc Gyula (Pilisvörösvár, 1844. február 20.–Budapest, 1903. május 30.), miniszteriumi tanácsos, a magyar királyi államvasutak igazgatója.[29][30]
- zólyomi Wágner Emil Árpád Dániel (Pest, 1853. május 7.–Budapest, 1918. április 16.), okleveles mérnök, gyártulajdonos.[31][32] Felesége: borodimi Anders Borbála.

## Munkái
- Dissertatio inaug. chemica de radicali potasse. Vindobonae, 1825. Táblarajzzal (német szöveggel)
- Über das Kalium, die Verbindungen der ersten Stufe der Zusammensetzung desselben und über das Aetzkali... Vindobonae, 1825
- Pharmaceutisch-medicinische Botanik oder Beschreibung und Abbildung aller in der k. k. österreichischen Pharmacopoee vom Jahre 1820.vorkommenden Arzneipflanzen... mit getreuen, genau nach der Natur gezeichneten und ausgemalten Abbildungen. Vindobonae, 1828-29. Két kötet és Atlasz 250 tábla rajzzal (Ferencz király és János főherczeg támogatásával adott ki)
- Die Heilquellen von Szliács in Ungarn in physikalisch-chemischer Beziehung untersucht. Pesth, 1834
- Selectus medicaminum recentiori tempore detectorum et nonnullorum antiquiorum et novo adhibitorum. Fasciculus I. Budae, 1839
- Magyarországnak közgazdaságilag nevezetes termékeiről. Elsőrangú pályamunka. Budae, 1844 (Természettud. pályamunkák III.) REAL-EOD